# Amata atricornis
Amata atricornis är en fjärilsart som beskrevs av Hans Daniel Johan Wallengren 1863. Amata atricornis ingår i släktet Amata och familjen björnspinnare. Inga underarter finns listade i Catalogue of Life.